# Tallbacken, Piteå kommun
Tallbacken är ett bostadsområde i utkanten av Blåsmark vid Hemträskets södra strand. Från 2015 avgränsar SCB här en småort efter att området tidigare har ingått i Blåsmarks tätort.